# ゴング (バンド)
ゴング（Gong）は、フランスを拠点とするプログレッシブ / スペース・ロックバンド。
元「ソフト・マシーン」のデヴィッド・アレンを主宰に結成。サイケデリック・ロックを原点に様々なスタイルに変化し、多くの派生グループが誕生した。

## 概要
1970年代以降からメンバーの出入りが激しいのが特徴で、創設者のデヴィッド・アレン自身が1975年に脱退。残されたメンバーはピエール・ムーランを中心にバンドを再編成し、後に「ピエール・ムーランズ・ゴング」と改名して1988年まで活動した。
脱退後のアレンは「プラネット・ゴング」「ニューヨーク・ゴング」などを結成。妻ジリ・スマイスは「マザー・ゴング」を結成。他にも、元ピエール・ムーランズ・ゴングのメンバーによる「ゴングジラ」、Acid Mothers Templeと合体した「アシッド・マザーズ・ゴング」など、ゴング名を冠するバンドがいくつも誕生し『ゴング・グローバル・ファミリー』と総称されている。後年はアレンにより本家のゴングは再興され、アレンの死後も活動を継続している。

## クラシック・ゴング

### フランス時代（1967年 - 1972年）
1967年、カンタベリー系ロックバンド「ソフト・マシーン」のメンバーとして活動していたデヴィッド・アレンは、ツアー先のフランスからイギリスに再入国できなかったため（麻薬の保持等の理由が取り沙汰されたが、実際はビザの期限切れが理由だった）、そのままバンドを離脱。フランスに留まってソロ活動を開始し、並行して現地の仲間とロックバンド「ゴング」の原形を作る。後に妻となったジリ・スマイス とは、ソフト・マシーン時代に開催したポエトリー・パフォーマンスで出会った。
1968年のフランス五月革命において、アレンとスマイスは学生側に加担するパフォーマンスを行った。この一件で公安警察に追われる身となり、バンドは崩壊。スペインのマヨルカ島デヤに潜伏し、ここで盟友となるディディエ・マレルブと知り合い意気投合。1969年8月、フランスに戻ってバンドを再興し活動を再開した。
同年にフランスのBYGレーベルからデビュー・アルバム『マジック・ブラザー』を発表。1971年、アレンのソロ・アルバム『バナナ・ムーン』発表を挟み、セカンド・アルバム『カマンベール・エレクトリック』を発表。このアルバムからサウンド面での飛躍的な進歩を遂げ、次作への雛形となった。
1972年、グラストンベリー・フェスティバルに出演。その年のイギリスツアーの後、英ヴァージン・レコードと契約する。

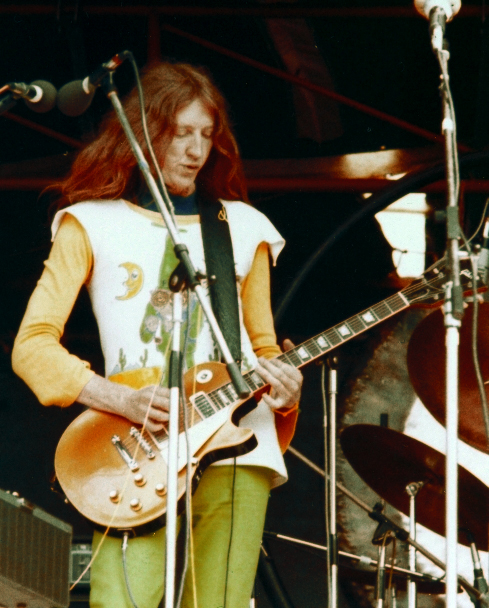
創設者デヴィッド・アレン（1974年）
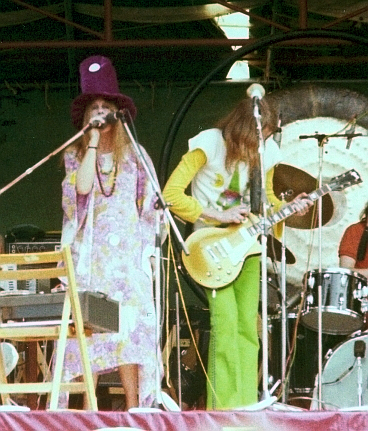
若き日のジリ・スマイス（1974年）
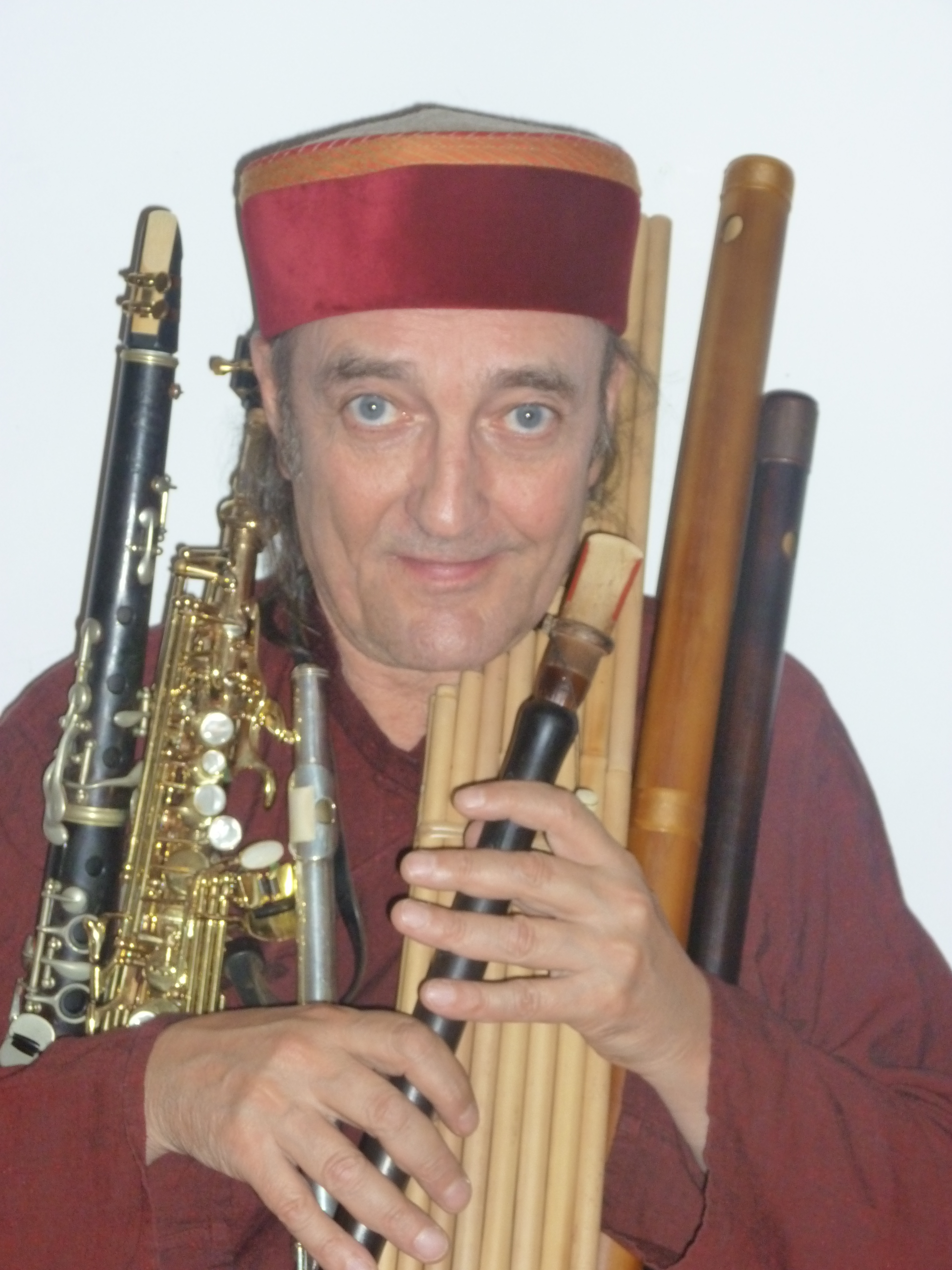
盟友ディディエ・マレルブ(Sax/Fu) 2011年

### ラジオ・グノーム・インヴィジブル三部作（1973年 - 1975年）
元来のヒッピー思想家でもあるアレンは、宇宙的幻想をコンセプトにした創作に取り掛かり、1973年から1974年にかけてラジオ・グノーム・インヴィジブル（The Radio Gnome Invisible 見えない電波の妖精の物語）三部作となる『フライング・ティーポット』『エンジェルス・エッグ』『ユー』の各アルバムを発表。
ラジオ・グノームとは、ゴング惑星からフライング・ティーポットに乗ってやってきた妖精（宇宙人）であり、テレパシーを駆使し地球人に向けて、海賊ラジオ放送を行っているという設定を基にした連作である。
バンドは三部作の最終アルバム『ユー』の時点でひとつのピークに到達し、1975年までにアレン、スマイス、スティーヴ・ヒレッジ等の中核となっていたメンバーがグループを離脱する。

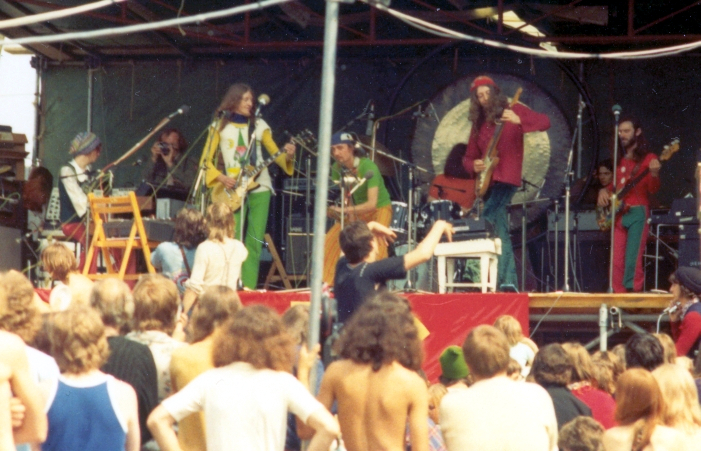
イングランド・ロンドン公演（1974年6月）
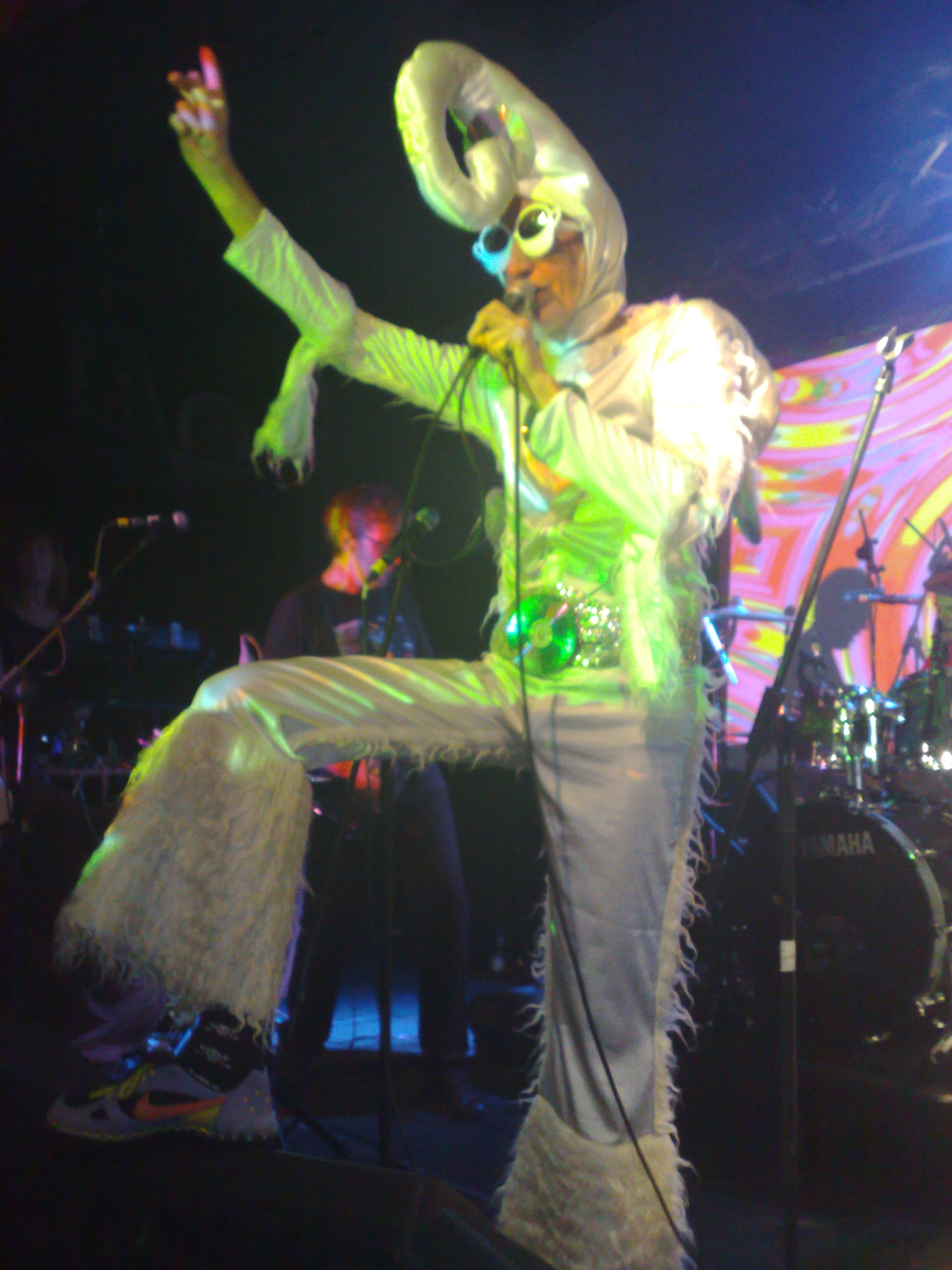
ラジオ・グノームのパフォーマンス（2009年）
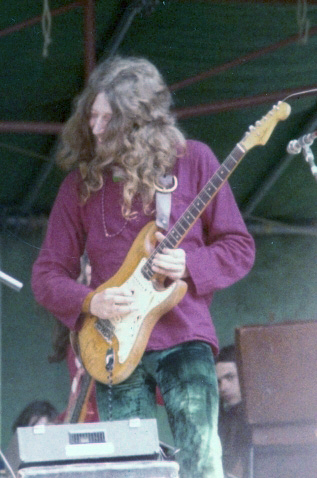
スティーヴ・ヒレッジ(G) 1974年

### ピエール・ムーランズ・ゴング（1976年 - 1988年、2000年代）
1976年、バンドは残留したドラマーのピエール・ムーランを中心に再編成する。アレン時代のサイケデリック色を一掃し、ニューエイジやアンビエントなどの要素を取り入れたジャズ・ロック/フュージョン・バンドとして継続。アラン・ホールズワースらの著名なミュージシャンも協力した。
アリスタ・レコードに移籍した1979年からは「ピエール・ムーランズ・ゴング｣（Pierre Moerlen's Gong）と名義を変更し、1988年まで活動。
2000年代に本家アレン派とは別路線として再興し、2002年に録音したアルバム『ペンタナイン』を2004年にリリース。しかし翌年5月、ピエール・ムーランの急死により活動は終了。2010年に、晩年に携わったメンバーが追悼作品として制作した最後のアルバム『Tribute』を発表している。
なお、Moerlenという名は弟のブノア（本人の発音では『ベノワ』）の発音では『メルレン』に近い。

### 再編 - デヴィッド・アレン死去（1989年 - 2016年）

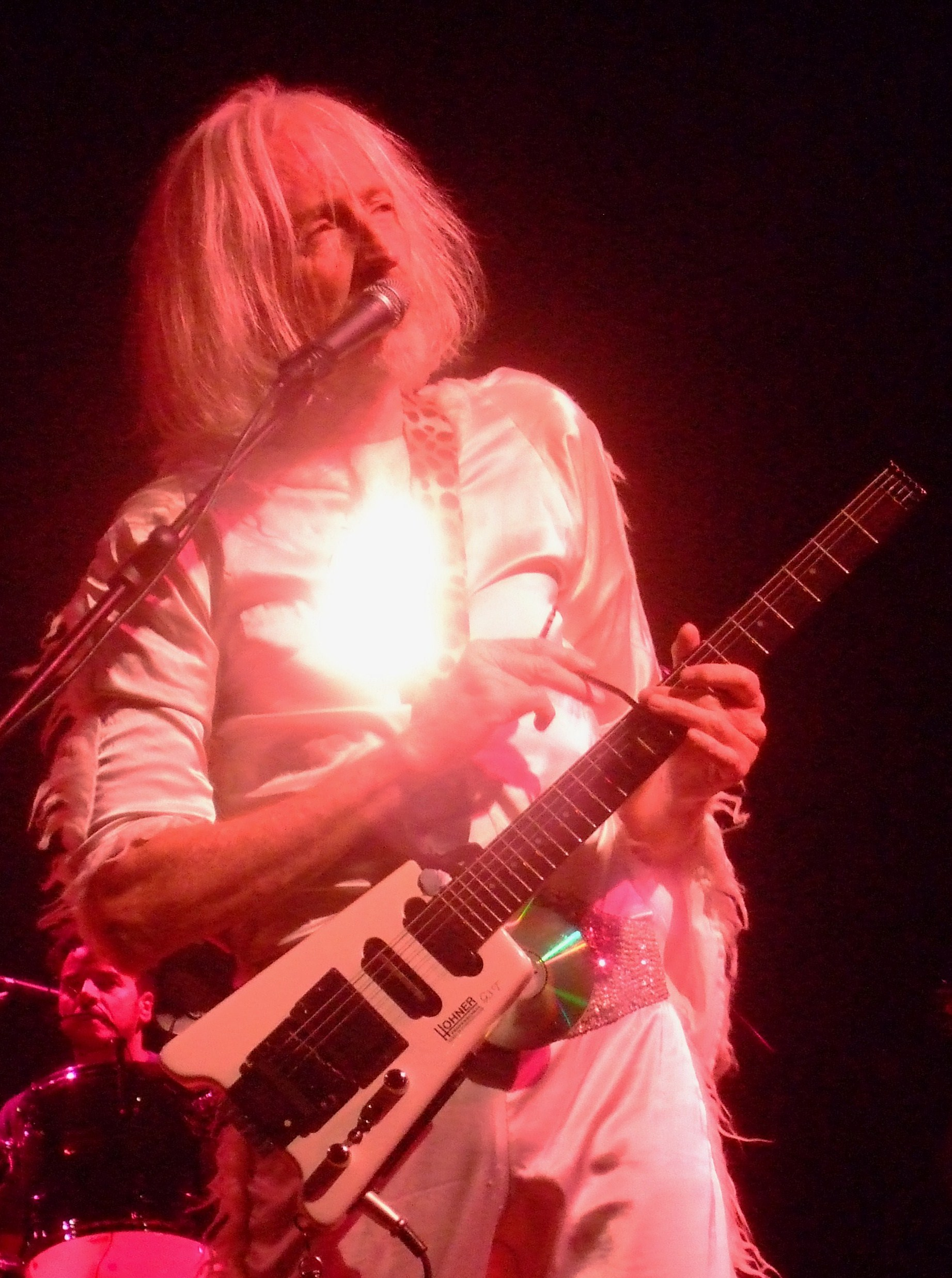
晩年のデヴィッド・アレン（2009年）

オリジナル・リーダーのデヴィッド・アレンは、1990年代以降からゴング・ファミリーの再編を繰り返しながらゴングを復活させる。
1992年、アレン主導体制としてはアルバム『ユー』以来、18年ぶりとなるアルバム『Shapeshifter』を発表。
2009年には往年のメンバーが再集結したアルバム『2032』をリリース。2014年にはアルバム『I See You』を発表した。
その後、アレンは癌を患うようになり、手術を行うも甲斐なく再発。2015年3月に他界する。残ったメンバーはアレンの遺志を引き継いでバンドを継続した。
かつての主要メンバー スティーヴ・ヒレッジやディディエ・マレルブらも協力し、アレンの追悼となるアルバム制作に着手。しかし翌2016年8月、その完成に合わせたかのように未亡人ジリ・スマイスも病死。出来上がったアルバムのタイトルは『リジョイス! アイム・デッド!』（喜べ! 私は死んだ!）と付けられ、翌月に発表した。

### 新生ゴング（2017年 - 現在）

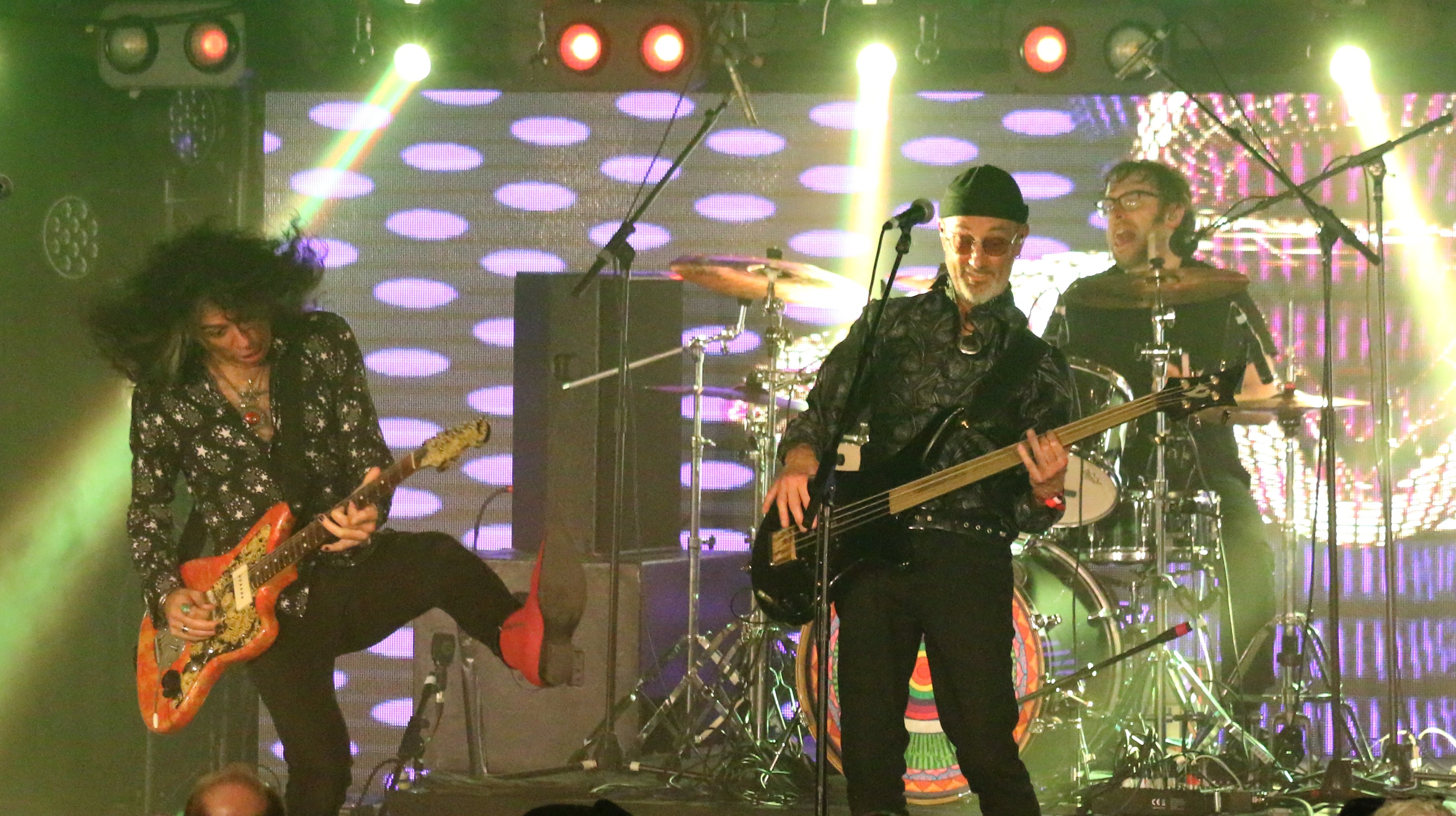
新生ゴング（2023年）

アレン夫妻亡き後、バンドは新生ゴングとして改めて活動を継続する。2019年、現ラインナップのみのアイデアを反映させた事実上最初のアルバム『ザ・ユニヴァース・オルソー・コラップス』を発表。ゴングの原点に回帰したサイケデリック・ロックを展開した。

## 来日
1995年、デヴィッド・アレンが別プロジェクトの形で来日を予定していたが、諸事情でキャンセル。しかし翌1996年6月に母体の「ゴング」を引き連れて、無事初来日を果たす。以降、数多く来日するようになり、早くも翌年9月に再来日している。
2003年からは、日本のサイケ・ロックバンド「Acid Mothers Temple」のリーダーである河端一と共演し、翌年にアルバム『Acid Motherhood』を共作。その後、バンド自体が合体した「アシッド・マザーズ・ゴング」を企画し、同名義で来日公演を開催した。
2009年には｢フジロックフェスティバル」に参加。続けて2012年にも来日公演を開催した。アレンは、その他のプロジェクト名義でも来日している。
2018年、アレン亡き後の体制で初の来日。旧メンバー スティーヴ・ヒレッジをゲストに迎え、格式ある会場「ビルボードライブ」にて公演を開催した。

## メンバー
※2019年4月時点

### 現ラインナップ
- カヴース・トラビ (Kavus Torabi) - ボーカル、ギター (2014年- )
- ファビオ・ゴルフェッティ (Fabio Golfetti) - リードギター (2007年、2012年- )
- デイヴ・スタート (Dave Sturt) - ベース (2009年- )
- イアン・イースト (Ian East) - サックス、フルート (2010年- )
- チェブ・ネトル (Cheb Nettles) - ドラムス (2014年- )

### 旧メンバー
- デヴィッド・アレン (Daevid Allen) - ボーカル、ギター (1967年-1975年、1990年-2015年) ♰RIP.2015年
- ジリ・スマイス (Gilli Smyth) - ボーカル (1967年-1974年、1990年-2013年) ♰RIP.2016年
- ジスカ・バウム (Ziska Baum) - ボーカル (1967年-1968年)
- ローリン・スタンドリー (Loren Standlee) - フルート (1967年-1968年) ♰RIP.2014年
- ディディエ・マレルブ (Didier Malherbe) - サックス、フルート (1969年-1976年、1990年、1992年-2001年、2006年)
- リチャード・ホウアリ (Rachid Houari) - ドラムス (1969年-1971年、1973年) ♰RIP.1973年
- クリスチャン・トリッシュ (Christian Tritsch) - ベース、ギター (1969年-1973年)
- ピップ・パイル (Pip Pyle) - ドラムス (1971年、1990年、1992年-1997年) ♰RIP.2006年
- ローリー・アラン (Laurie Allan) - ドラムス (1972年-1973年、1974年)
- マック・プール (Mac Poole) - ドラムス (1972年) ♰RIP.2015年
- チャールズ・ヘイワード (Charles Hayward) - ドラムス (1972年)
- ロブ・テイト (Rob Tait) - ドラムス (1972年、1974年)
- ディアン・スチュワート (Diane Stewart) - ボーカル (1972年、1974年)
- ティム・ブレイク (Tim Blake) - キーボード、ボーカル (1972年-1975年、1994年、2006年)
- フランシス・モーズ (Francis Moze) - ベース、ピアノ (1972年-1973年)
- スティーヴ・ヒレッジ (Steve Hillage) - リードギター、ボーカル (1973年-1975年、2006年、2008年-2012年)
- マイク・ハウレット (Mike Howlett) - ベース、ボーカル (1973年-1976年、1994年-2001年、2006年、2008年-2009年)
- ピエール・ムーラン (Pierre Moerlen) - ドラムス (1973年-1976年、1997年-1999年) ♰RIP.2005年
- ミケット・ジローディ (Miquette Giraudy) - ボーカル、キーボード (1974年-1975年、2006年、2008年-2012年)
- クリス・カトラー (Chris Cutler) - ドラムス (1974年)
- ビル・ブルーフォード (Bill Bruford) - ドラムス (1974年)
- ブライアン・デヴィソン (Brian Davison) - ドラムス (1975年) ♰RIP.2008年
- デイヴ・スチュワート (Dave Stewart) - キーボード (1975年)
- パトリス・リモイン (Patrice Lemoine) - キーボード (1975年-1976年)
- ミレイユ・バウアー (Mireille Bauer) - パーカッション (1975年-1976年)
- ジョルジ・ピンチェフスキー (Jorge Pinchevsky) - ヴァイオリン (1975年-1976年)
- サンディ・コリー (Sandy Colley) - ボーカル (1976年)
- ステファン・ルーリー (Stephen Lewry) - リードギター (1990年、1994年-1998年)
- キース・ベイリー (Keith Bailey) - ベース、ボーカル (1990年、1992年-1994年)
- ポール・ノーブル (Paul Noble) - キーボード (1990年)
- グレアム・クラーク (Graham Clark) - ヴァイオリン (1992年-1993年)
- シャマル・メイトラ (Shyamal Maïtra) - パーカッション、キーボード (1992年-1994年)
- クリス・テイラー (Chris Taylor) - ドラムス (1999年-2001年、2006年、2008年-2012年)
- セオ・トラヴィス (Theo Travis) - サックス、フルート (1999年-2001年、2006年、2008年-2010年)
- マーク・ロブソン (Mark Robson) - キーボード (1999年-2000年)
- マーク・ヒウィンズ (Mark Hewins) - リードギター (1999年)
- グヨ・ゼピス (Gwyo Zepix) - キーボード、ギター (2000年-2001年)
- ジョシュ・ポロック (Josh Pollock) - リードギター (2003年-2004年、2007年)
- ダルマワン・ブラッドブリッジ (Dharmawan Bradbridge) - ベース (2003年-2004年)
- コットン・カジノ (Cotton Casino) - キーボード、ボーカル (2003年-2004年)
- 河端一 (Kawabata Makoto) - リードギター (2003年-2004年)
- オーランド・アレン (Orlando Allen) - ドラムス (2003年-2004年、2012年-2014年)

### ピエール・ムーランズ・ゴング メンバー
- ピエール・ムーラン (Pierre Moerlen) - ドラムス (1976年-1988年、2002年-2005年) ♰RIP.2005年
- ブノア・ムーラン (Benoit Moerlen) - パーカッション (1976年-1979年、1980年、1988年)
- ミレイユ・バウアー (Mireille Bauer) - パーカッション (1976年-1978年)
- ディディエ・マレルブ (Didier Malherbe) - サックス、フルート (1976年-1977年)
- フランシス・モーズ (Francis Moze) - ベース、ピアノ (1976年-1978年)
- ミノ・シネル (Mino Cinelu) - パーカッション (1976年-1977年)
- アラン・ホールズワース (Allan Holdsworth) - ギター (1976年-1978年)
- ハンスフォード・ロウ (Hansford Rowe) - ベース、ギター (1977年-1988年)
- フランソワ・コース (François Causse) - パーカッション (1978年-1979年)
- ロス・レコード (Ross Record) - ギター、ボーカル (1979年)
- ボン・ロザガ (Bon Lozaga) - ギター (1979年)
- デメルザ (Demelza) - パーカッション (1980年)
- ブライアン・ホロウェイ (Brian Holloway) - ギター (1980年)
- チャーリー・マリアーノ (Charlie Mariano) - サックス (1980年)
- アケ・ツィーテン (Ake Zieden) - ギター (1986年-1988年)
- マイケル・ジルカ (Michaël Zilka) - スティック (1986年)
- クリス・レディン (Chris Rhedin) - キーボード (1986年)
- レナ・アンダーソン (Lena Andersson) - ボーカル (1986年)
- ニーナ・アンダーソン (Nina Andersson) - ボーカル (1986年)
- アレックス・サンギネッティ (Alex Sanguinetti) - ドラムス (1988年)
- シモン・ポマーラ (Simon Pomara) - パーカッション (1988年)
- フランク・フィッシャー (Frank Fischer) - キーボード (1988年)
- ステファン・トラウプ (Stefan Traub) - パーカッション、キーボード (1988年)
- ミーハイル・オゴロドフ (Meehail Ogorodov) - キーボード、パーカッション、ボーカル (2002年)
- アルカディ・クズネトゥソフ (Arkady Kuznetsov) - ギター (2002年)
- アレクセイ・プレシュノフ (Alexei Pleschunov) - ベース (2002年)
- マティアス・カノブラ (Matias Canobra) - ヴィブラフォン (2005年)
- マーク＝アントワン・シュミット (Marc-Antoine Schmitt) - ベース (2005年)
- サミュエル・クレイン (Samuel Klein) - ドラムス (2005年)
- セバスチャン・コーラー (Sébastien Kohler) - ギター (2005年)
- ダニエル・ブンズリ (Daniel Bunzli) - パーカッション (2005年)

## ゴング・グローバル・ファミリー

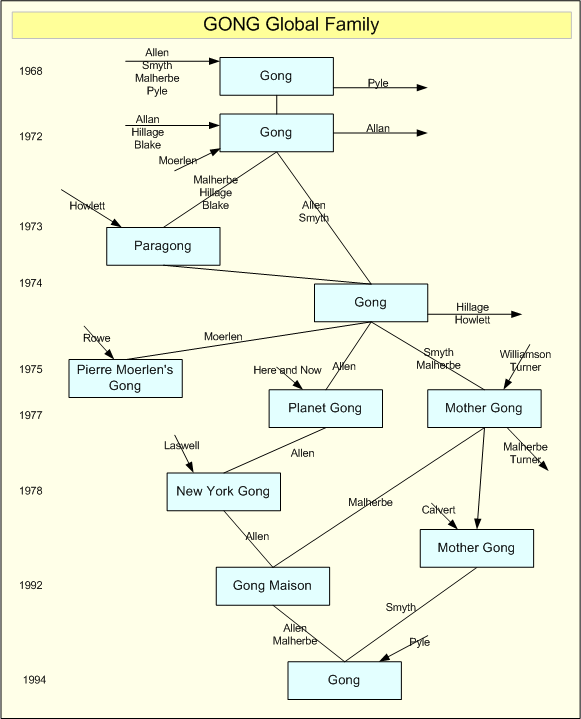
ゴング・グローバル・ファミリー簡易変遷図
（1968年 - 1994年）

### パラゴング（Paragong 1973年）
1973年5月、リーダー デヴィッド・アレンとジリ・スマイスが一時離脱中だった期間に、残されたメンバーが立ち上げたバンド。ここでピエール・ムーランらが加入した。

#### メンバー
- ディディエ・マレルブ (Didier Malherbe) - サックス、フルート
- ティム・ブレイク (Tim Blake) - キーボード、ボーカル
- スティーヴ・ヒレッジ (Steve Hillage) - リードギター、ボーカル
- マイク・ハウレット (Mike Howlett) - ベース、ボーカル
- ピエール・ムーラン (Pierre Moerlen) - ドラムス

### プラネット・ゴング（Planet Gong 1977年、1991年）
ゴング脱退後のデヴィッド・アレンが、妻・ジリ・スマイスと共に1977年に現場復帰して、パンク系バンド「ヒア & ナウ」とコラボした企画。

#### メンバー
- デヴィッド・アレン (Daevid Allen) - ボーカル、ギター (1977年、1991年)
- ジリ・スマイス (Gilli Smyth) - ボーカル (1977年)
- キース・ベイリー (Keith Bailey) - ベース (1977年、1991年)
- ギャビン・ダ・ブリッツ (Gavin Da Blitz) - キーボード (1977年)
- キフ・キフ・ル・バットゥール (Kifkif Le Batteur) - ドラムス (1977年)
- シュテフィ・シャープストリングス (Steffy Sharpstrings) - ギター (1991年)
- アンディ・ロイド (Andy Roid) - キーボード (1991年)
- ニック・ダンガー (Nick Danger) - ドラムス (1991年)

### マザー・ゴング（Mother Gong 1978年-2016年）

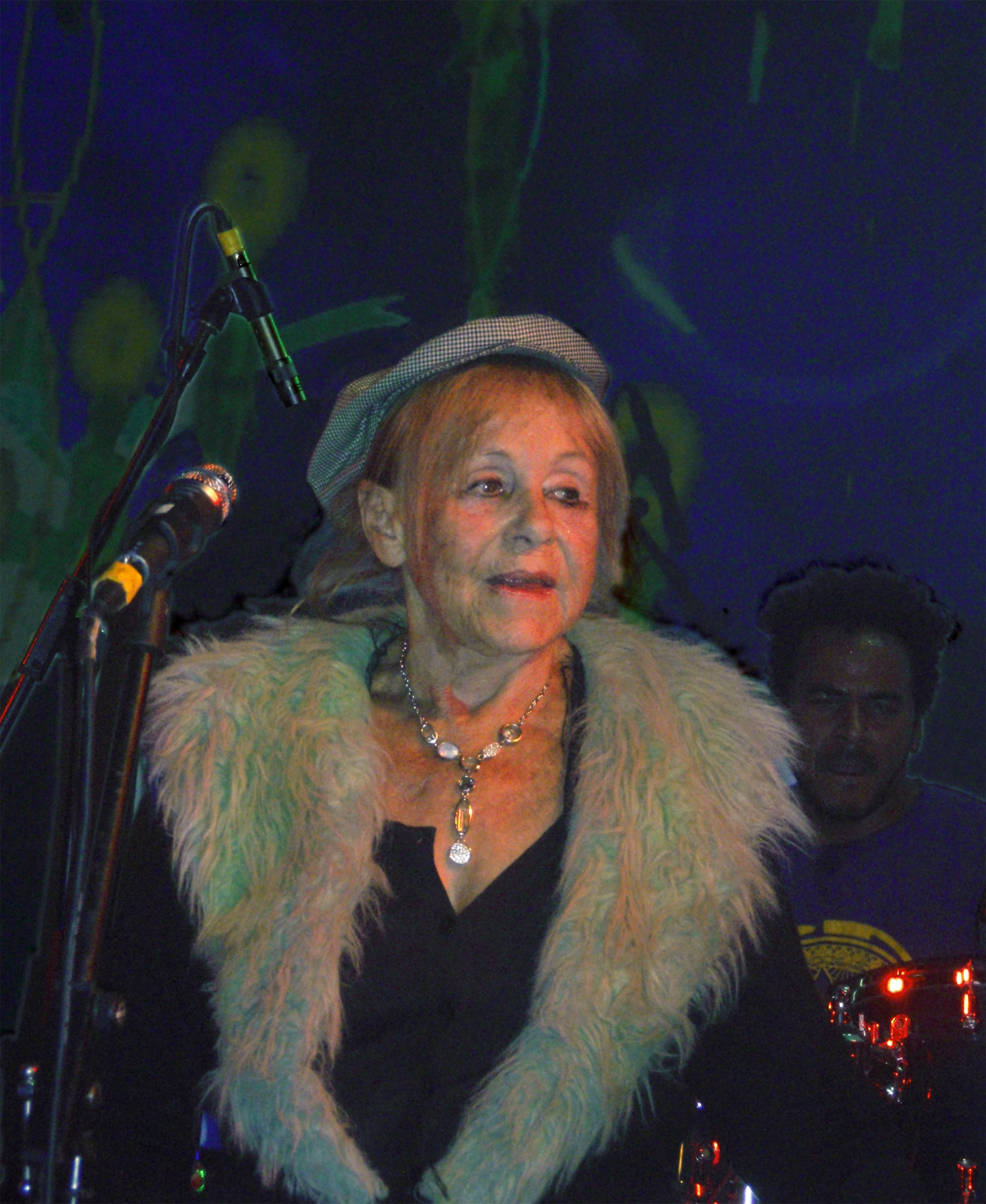
晩年のジリ・スマイス(Vo) 2009年

1978年、ゴングの女性ボーカリスト ジリ・スマイスのソロプロジェクトから発展した、スマイス主宰のグループ。2016年、スマイスの死去により消滅した。

#### メンバー
- ジリ・スマイス (Gilli Smyth) - ボーカル (1978年-2016年)
- フランシス・ベザック (François Bessac) - ギター (1978年)
- ポール・サンチェス (Paul Sanchez) - ベース (1978年)
- ジャン＝ポール・ビビニー (Jean-Paul Vivini) - キーボード (1978年)
- ジェリー・ハート (Jerry Hart) - ドラムス (1978年)
- ジョージ・ビショップ (George Bishop) - サックス (1978年)
- パトリック・メドウズ (Patrick Meadows) - キーボード (1978年)
- ハリー・ウィリアムソン (Harry Williamson) - キーボード (1979年-1991年)
- ディディエ・マレルブ (Didier Malherbe) - サックス、フルート (1979年-1981年)
- ガイ・エヴァンス (Guy Evans) - ドラムス (1980年-1981年)
- コンラッド・ヘンダーソン (Conrad Henderson) - ベース (1982年-1991年)
- ロバート・キャルバート (Robert Calvert) - サックス (1982年-1994年)
- ロブ・ジョージ (Rob George) - ドラムス (1982年-1991年)

ほか

### ニューヨーク・ゴング（New York Gong 1978年-1980年）
1978年にデヴィッド・アレンがアメリカ・ニューヨークで、ベーシストのビル・ラズウェル等と共に結成したプロジェクト。

#### メンバー
- デヴィッド・アレン (Daevid Allen) - ボーカル、ギター (1978年-1980年)
- ビル・ラズウェル (Bill Laswell) - ベース (1978年-1980年)
- クリフ・カルトレリ (Cliff Cultreri) - ギター (1978年-1980年)
- ビル・ベーコン (Bill Bacon) - ドラムス (1978年-1980年)
- フレッド・マー (Fred Maher) - ドラムス (1978年-1980年)
- ドン・デイヴィス (Don Davis) - サックス、フルート (1979年)
- マーク・クレイマー (Mark Kramer) - キーボード (1979年)

### ゴングメゾン（Gongmaison 1989年、1991年）
1988年のピエール・ムーランズ・ゴング活動停止後、デヴィッド・アレンが結成したゴング派生プロジェクトのひとつ。1990年代のアレンが主導する、ゴング復活の足掛かりとなった。

#### メンバー
- デヴィッド・アレン (Daevid Allen) - ボーカル、ギター (1989年、1991年)
- ディディエ・マレルブ (Didier Malherbe) - サックス、フルート (1989年、1991年)
- キース・ベイリー (Keith Bailey) - ベース (1989年、1991年)
- グレアム・クラーク (Graham Clark) - ヴァイオリン (1989年、1991年)
- シャマル・メイトラ (Shyamal Maïtra) - パーカッション (1989年、1991年)
- ハリー・ウィリアムソン (Harry Williamson) - キーボード (1989年)
- ワンダナラ・ブルース (Wandana Bruce) - ボーカル (1989年)
- コンラッド・ヘンダーソン (Conrad Henderson) - ベース (1989年)

### ゴングジラ（Gongzilla 1994年-不明）
1994年、ピエール・ムーランズ・ゴングの元メンバー達が結成し、同グループの音楽スタイルを受け継いだバンド。バンド名は、日本の怪獣ゴジラ（Godzilla）との造語。

#### メンバー
- ボン・ロザガ (Bon Lozaga) - ギター (1994年-不明)
- ハンスフォード・ロウ (Hansford Rowe) - ベース、ギター (1994年-不明)
- ブノア・ムーラン (Benoit Moerlen) - パーカッション (1994年-不明)
- ゲイリー・ハズバンド (Gary Husband) - ドラムス
- ヴィック・スティーヴンス (Vic Stevens) - ドラムス
- フィル・ケスター (Phil Kester) - ドラムス

### アシッド・マザーズ・ゴング（Acid Mothers Gong 2003年-2004年、2007年）
2003年から、ジリ・スマイスとデヴィッド・アレンに息子オーランド・アレン等を加え、アシッド・マザーズ・テンプルの河端一・吉田達也らとコラボレーションした、ゴング名義のプロジェクト。

#### メンバー
- デヴィッド・アレン (Daevid Allen) - ボーカル、ギター
- ジリ・スマイス (Gilli Smyth) - ボーカル
- ジョシュ・ポロック (Josh Pollock) - リードギター (2003年-2004年、2007年)
- ダルマワン・ブラッドブリッジ (Dharmawan Bradbridge) - ベース (2003年-2004年)
- コットン・カジノ (Cotton Casino) - キーボード、ボーカル (2003年-2004年、2007年)
- オーランド・アレン (Orlando Allen) - ドラムス (2003年-2004年)
- 河端一 (Kawabata Makoto) - リードギター (2003年-2004年、2007年)
- 東洋之 (Hiroshi Higashi) - キーボード (2003年-2004年、2007年)
- 津山篤 (Tsuyama Atsushi) - ベース (2004年、2007年)
- 吉田達也 (Tatsuya Yoshida) - ドラムス (2004年、2007年)
- マルセロ・リンゲル (Marcelo Ringel) - サックス、フルート (2007年)
- ガブリエル・コスタ (Gabriel Costa) - ベース (2007年)
- フレッド・バーリ (Fred Barley) - ドラムス (2007年)

### ゴング・エクスプレソー（Gong Expresso 2018年）
ピエール・ムーランズ・ゴング元メンバーが集結したプロジェクト。元はハンスフォード・ロウが率いていたユニットHR3（ハンスフォード・ロウ・トリオ）から発展し、1978年のアルバム『Expresso II』から名付けた。

#### メンバー
- ハンスフォード・ロウ (Hansford Rowe) - ベース
- ジュリアン・サンディフォード (Julien Sandiford) - ギター
- ブノア・ムーラン (Benoit Moerlen) - ドラムス、パーカッション
- フランソワ・コース (François Causse) - バイブス、マリンバ

## ディスコグラフィ

### ゴング名義

#### ゴング（クラシック）
スタジオ・アルバム
- 『マジック・ブラザー』- Magick Brother (1969年)
- 『カマンベール・エレクトリック』- Camembert Electrique (1971年)
- 『コンチネンタル・サーカス』- Continental Circus (1971年、Phillips) ※サウンドトラック
- 『フライング・ティーポット』- Flying Teapot (1973年)
- 『エンジェルス・エッグ』- Angel's Egg (1973年)
- 『ユー』- You (1974年)
- 『砂の迷宮 - シャマール』- Shamal (1976年) ※ピンク・フロイドのニック・メイスンがプロデュース
- Shapeshifter (1992年)
- Zero to Infinity (2000年)
- Acid Motherhood (2004年) ※後のAcid Mothers Gong
- 『2032』 - 2032 (2009年)
- I See You (2014年)
- 『リジョイス! アイム・デッド!』 - Rejoice! I'm Dead! (2016年)
- 『ザ・ユニヴァース・オルソー・コラップス』 - The Universe Also Collapses (2019年)
- Unending Ascending (2023年)

ライブ・アルバム
- 『LIVE ETC. (ライヴ)』 Live etc (1977年) ※1973年から1975年にかけてのライブ音源を編集したアルバム
- 『ゴングよ 永遠なれ』 - Gong Est Mort (1977年) ※旧邦題『ゴングは死んだ!』。『LIVE ETC. (ライヴ)』を許可無くリリースしたレコード会社に反発し、バンド側名義でリリース
- 『ライヴ・アット・シェフィールド '74』 - Live at Sheffield '74 (1990年)
- 『ライヴ・オ・バタクラン '73』 - Live au Bataclan 1973 (1990年)
- 『ライヴ 1990』 - Live 1990 (1993年)
- 『ザ・ピール・セッションズ』 - Pre-Modernist Wireless: The Peel Sessions (1995年)
- 『ライヴ・トゥ・インフィニティ』 - Live to Infinity (2001年)
- 『ライヴ・イン・シャーウッド・フォレスト』 - Live in Sherwood Forest '75 (2005年)
- ほか

デヴィッド・アレン ソロ
- 『バナナ・ムーン』- Bananamoon (1971年)

#### ピエール・ムーランズ・ゴング
（＊はピエール・ムーランズ・ゴング名義）

スタジオ・アルバム
- 『ガズーズ!』- Gazeuse! (1976年) ※アメリカ盤『Expresso』のタイトルでも知られる
- 『エクスプレソーII』 - Expresso II (1978年)
- 『ダウンウインド』- Downwind (1979年)＊
- 『タイム・イズ・ザ・キー』- Time is the Key (1979年)＊
- Breakthrough (1986年)＊
- Second Wind (1988年)＊
- 『ペンタナイン』 - Pentanine (2004年)＊
- Tribute (2010年)＊

ライブ・アルバム
- 『ライヴ』- Pierre Moerlen's Gong: Live (1980年)＊
- 『リーヴ・イット・オープン』- Leave It Open (1981年)＊
- 『フル・サークル (ライヴ’88)』 - Full Circle Live '88 (1998年)＊

### ゴング・グローバル・ファミリー名義
パラゴング
- Live 1973 (1995年) ※ライブ

プラネット・ゴング（ヒア & ナウ）
- 『ライヴ・フローティング・アナーキー77』 - Floating Anarchy Live 1977 (1978年) ※ライブ
- Live Floating Anarchy 1991 (1992年) - ライブ

マザー・ゴング
- Mother (1978年) ※ジリ・スマイスのソロ名義
- Fairy Tales (1979年)
- Robot Woman (1981年)
- Robot Woman 2 (1982年)
- Robot Woman 3 (1986年)
- Fish in the Sky (1988年)
- The Owl and the Tree (1990年)
- Wild Child (1991年)
- She Made the World Magenta (1993年)
- 『アイ』 - Eye (1994年)
- Tree in Fish (1994年)
- 『アイ・アム・ユア・エッグ 』 - I Am Your Egg (2005年)
- Glastonbury '79–'81 (2005年) ※ライブ
- Mothergong O Amsterdam (2007年) ※ライブ

ニューヨーク・ゴング
- 『アバウト・タイム』 - About Time (1980年)
- Live In The USA (1992年) ※1979年ライブ

ゴングメゾン
- Gongmaison (1989年)

ゴングジラ
- 『サファー』 - Suffer (1995年)
- 『スライヴ』 - Thrive (1996年)
- 『ライヴ!』 - Live (2001年) ※ライブ
- 『イースト・ヴィレッジ・セッション』 - East Village Sessions (2003年) ※ライブ
- Five Even (2008年)

アシッド・マザーズ・ゴング
- Acid Mothers Gong Live Tokyo (2006年) ※ライブ
- Live in Nagoya (2006年) ※ライブ

ゴング・エクスプレソー
- Decadence (2018年)